# 李成芳 (巴縣進士)
李成芳（？年—？年），字桂山，四川重慶府巴縣人，道光二十年庚子恩科四川鄉試中式舉人，道光二十五年乙巳恩科進士，道光二十八年十二月選授四川夔州府儒學教授。隱居大生寨。